# Amakusanthura signata
Amakusanthura signata is een pissebed uit de familie Anthuridae. De wetenschappelijke naam van de soort is voor het eerst geldig gepubliceerd in 1968 door Menzies & Glynn.